# عبد الله بن الزبير بن عبد المطلب
عبد الله بن الزبير بن عبد المطلب الهاشمي القرشي صحابي، وابن عم النبي محمد، و أمُّه عاتكة بنت أبي وَهْب بن عمرو، وذكرت بعض المصادر أنه كان ممَّن ثبت يوم حُنين العباس، وعلي، وعبد الله بن الزبير بن عبد المطلب وغيرهم، وقُتل بالشام يوم أجنادين عام 13 هـ.